# Wat Phanan Choeng

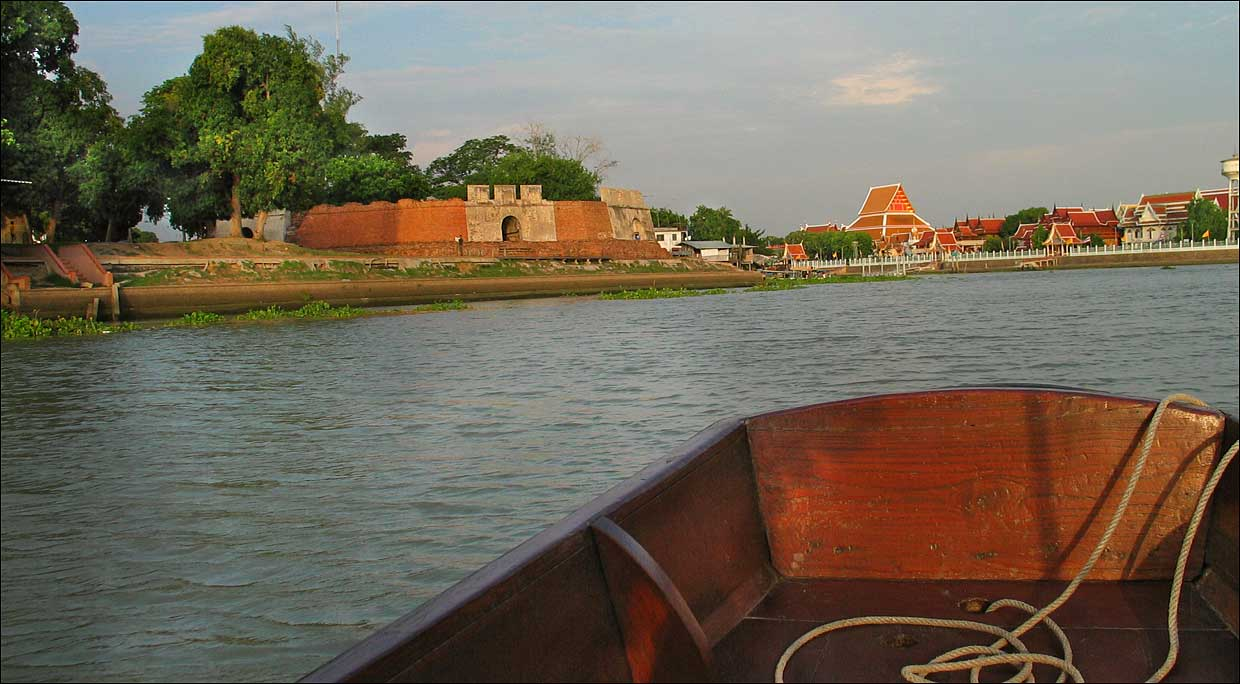
Ayutthayas letzt Stadtmauer, im Hintergrund Wat Panan Choeng

Der Wat Phanan Choeng (thailändisch วัดพนัญเชิงวรวิหาร) ist eine buddhistische Tempelanlage (Wat) im Geschichtspark Ayutthaya, Zentralthailand. Der Tempel ist ein königlicher Tempel der „zweiten Klasse“, er ist seit seiner Anlage im 14. Jahrhundert in Betrieb.

## Etymologie
Der Name phanaeng choen stammt aus der Khmer-Sprache. Er bedeutet, „sitzen mit übereinandergelegten Beinen“.
Die Worte phanaeng choen tauchen später in Texten der Ayutthaya-Periode mehrfach auf, zum Beispiel in der Vessantara Jataka, in der sie anstelle des Pali-Wortes nisi (sich hinsetzen) benutzt werden: der Buddha setzte sich hin, um die Geburtsgeschichte (Jataka) des Prinzen Vessantara zu erzählen.

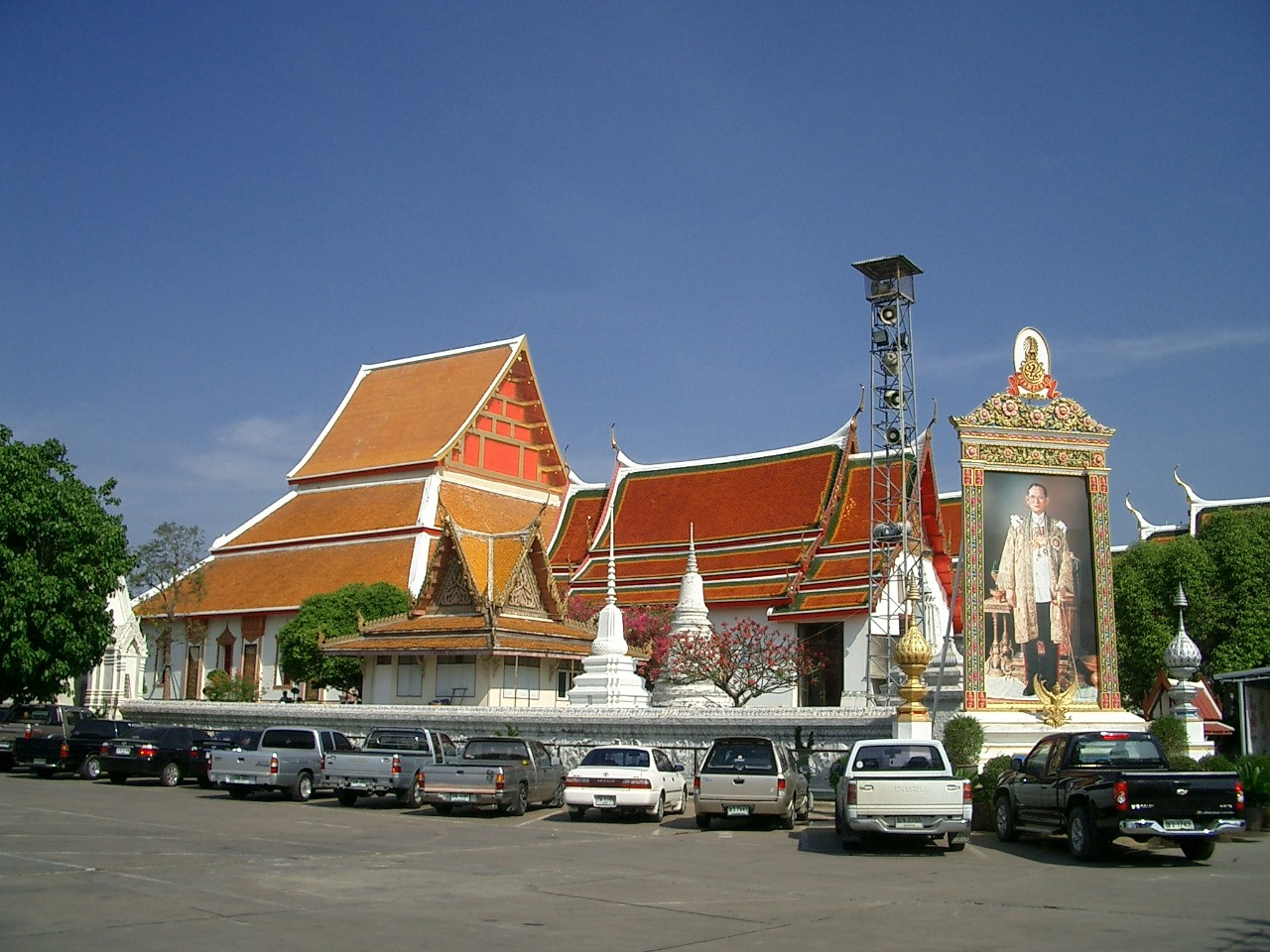
Im Ubosot (großes Gebäude links) steht die Statue des Luang Pho Tho

## Lage
Der Wat Panan Choeng liegt im Südosten der Altstadt von Ayutthaya auf einem kleinen Hügel südöstlich der Mündung des Mae Nam Pa Sak (Pa-Sak-Fluss) in den Mae Nam Chao Phraya. Gegenüber auf dem nördlichen Ufer des Pa Sak befindet sich der Wat Suwan Dararam sowie der letzte erhaltene Teil der alten Stadtbefestigung, das „Fort Phet“ (ป้อมพชร).

## Baugeschichte
Der Tempel soll von König Sai Namphoeng (Thai: พระเจ้าสายน้ำผึ้ง) an der Verbrennungsstätte der chinesischen Prinzessin Soi Dok Mak (พระนางสร้อยดอกหมาก) gegründet worden sein. Der Legende nach war die Prinzessin nach Ayodhya (เมืองอโยธยา) gekommen, um König Sai Namphoeng zu heiraten. Verbittert darüber, dass der König sie verschmähte, erdrosselte sie sich an Ort und Stelle. Chinesen haben ihr dort einen Schrein erbaut. Sie wird von den chinesischstämmigen Thai sehr verehrt.
Interessanterweise wurde Wat Phanan Choeng bereits 1324 gegründet, also rund 26 Jahre bevor Ayutthaya Hauptstadt des gleichnamigen Reiches wurde. Damals befand sich hier eine alte Handelsstation Bang Ka-cha (บางกะจะ), an der die chinesischen Dschunken anlegten. Infolge der ununterbrochenen Geschichte des Tempels zeigen sich viele Einflüsse der vergangenen Epochen nebeneinander.
Die Hauptstatue wurde während der letzten Jahrhunderte mehrfach renoviert, so zum Beispiel unter König Naresuan dem Großen (1590–1605), unter König Mongkut (Rama IV. 1851–1868) und letztmals 1929. König Mongkut nannte sie Phra Puttha Thrai Ratana Nayok.

## Sehenswürdigkeiten

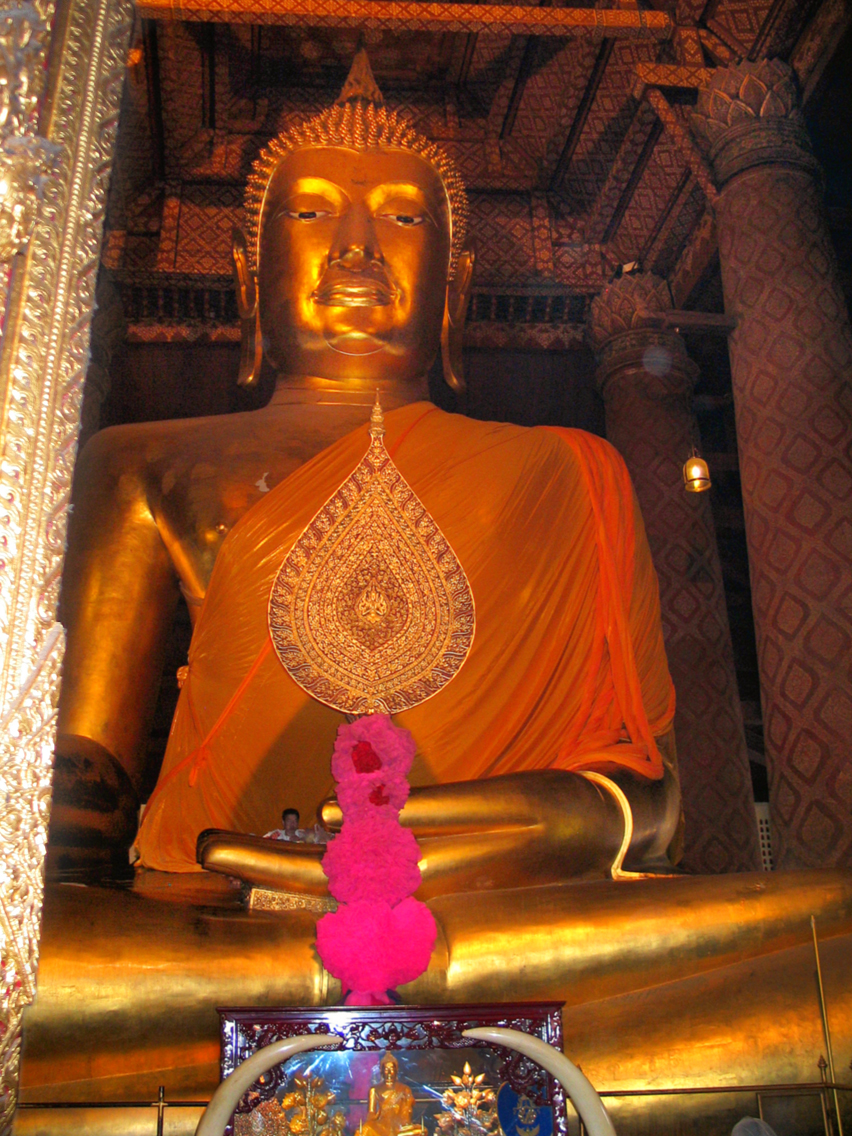
Luang Pho Tho. Zum Größenvergleich beachte man die Hände der Statue

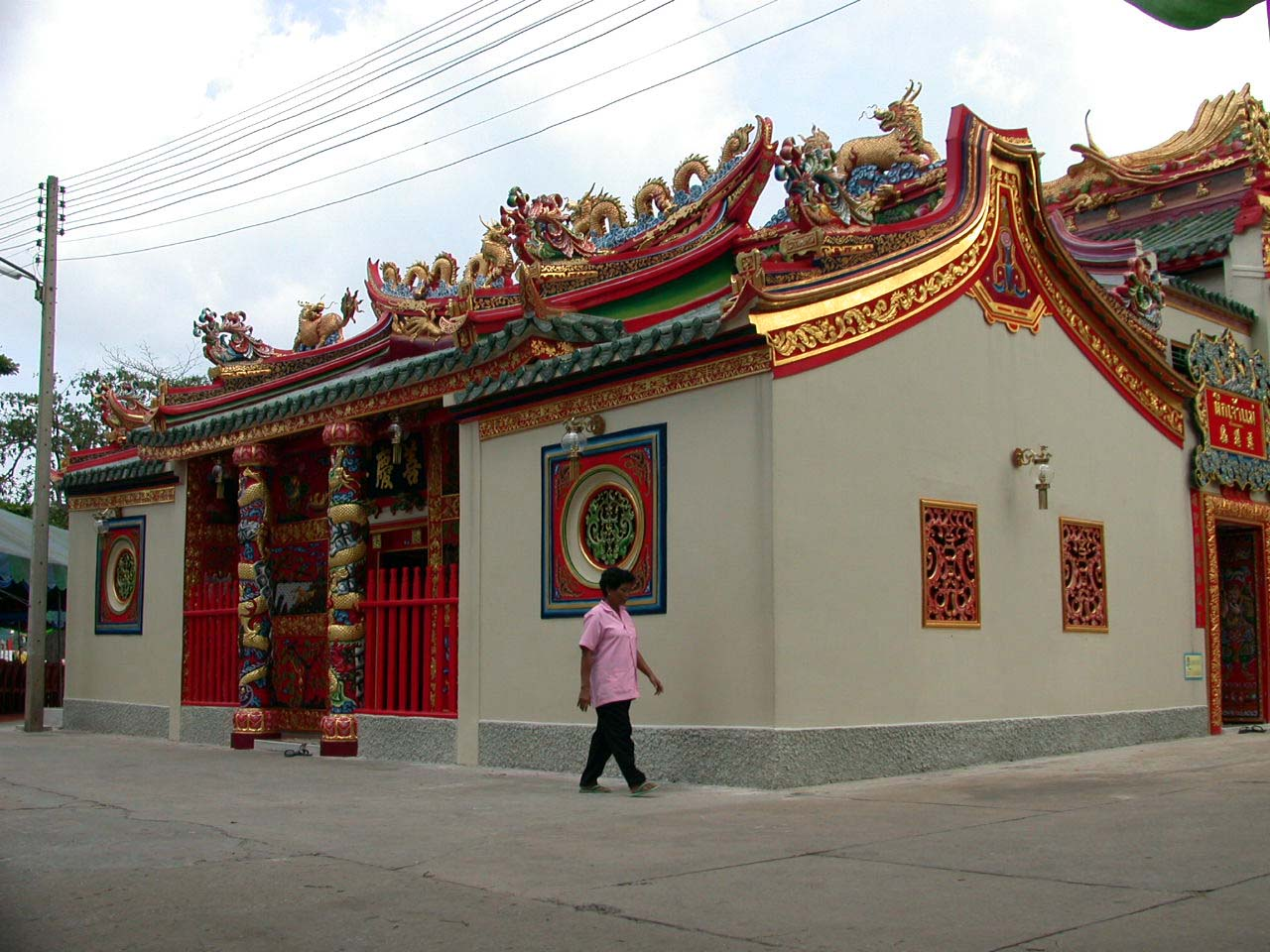
Schrein der Prinzessin Soi Dok Mak

Bemerkenswert ist die 19 Meter hohe vergoldete Buddhastatue in der Haltung der Unterwerfung des Mara aus dem Jahr 1334, die eine der größten alten Buddhastatuen des Landes darstellt. Sie hat eine Kniespannweite von 20,1 Metern. Sie wird in Thai Luang Pho Tho (หลวงพ่อโต) genannt, von den Chinesen aber als Sam Pao Kong (Thai: ซำเปากง) bezeichnet. Er gilt als Beschützer des Handels und der Seefahrer. Es geht auch die Legende, dass Luang Pho Tho kurz vor der Zerstörung Ayutthayas durch die Burmesen „Tränen von den heiligen Augen bis zum heiligen Nabel“ flossen.

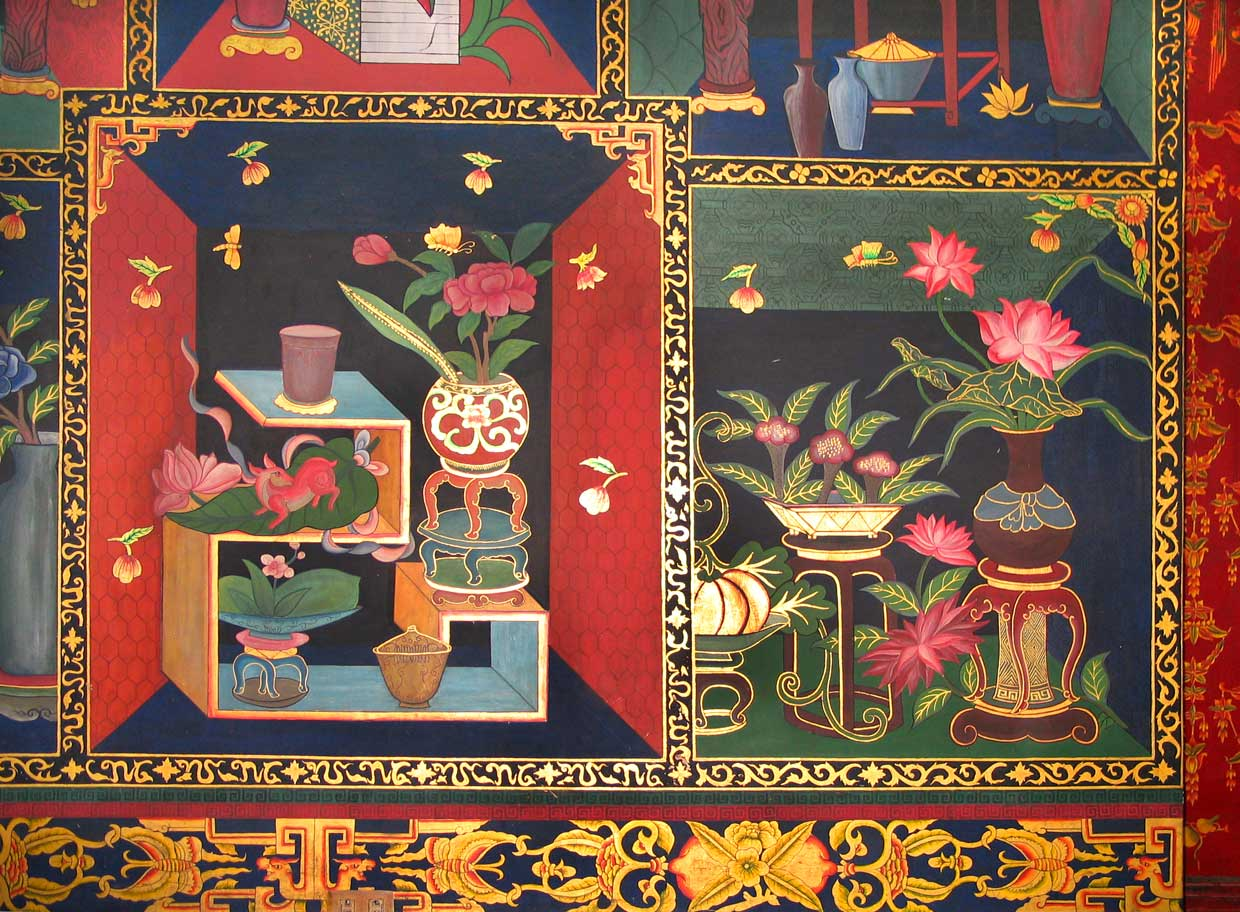
Wandmalerei im nördlichen Viharn, Wat Phanan Choeng

Der östliche Eingang zum Viharn des Luang Pho Tho kann über eine T-förmige, überdachte Halle erreicht werden, in deren Zentrum eine Statue der Kuan Yin steht. Diese Statue wird von den chinesischen Gläubigen sehr verehrt. Das hohe Eingangsportal des Hauptviharn wird von langen Tafeln flankiert, auf denen goldene chinesische Schriftzeichen auf rotem Grund abgebildet sind.
Nördlich und südlich sind an die T-förmige Halle zwei kleinere Viharn angebaut. Im südlichen Viharn befinden sich drei Buddhastatuen im Sukhothai-Stil, eine ist aus Gold („พระทอง“), eine aus Nak („พระนาก“), einer thailändischen Kupfer-Gold-Legierung, eine ist aus Gips. Die Mauern des nördlichen Viharn sind mit fremdartig anmutenden Malereien verziert, die Opfergaben in chinesischem Stil darstellen.
Nördlich außerhalb dieses Gebäudekomplexes, der von einer „Juwelenmauer“ (Kampheng Kaeo) umgeben ist, befindet sich der chinesische Schrein der Prinzessin Soi Dok Mak (ศาลเจ้าแม่สร้อยดอกหมาก).